# Hradiště (Domažlice)
Hradiště é uma comuna checa localizada na região de Plzeň, distrito de Domažlice.

## Galeria

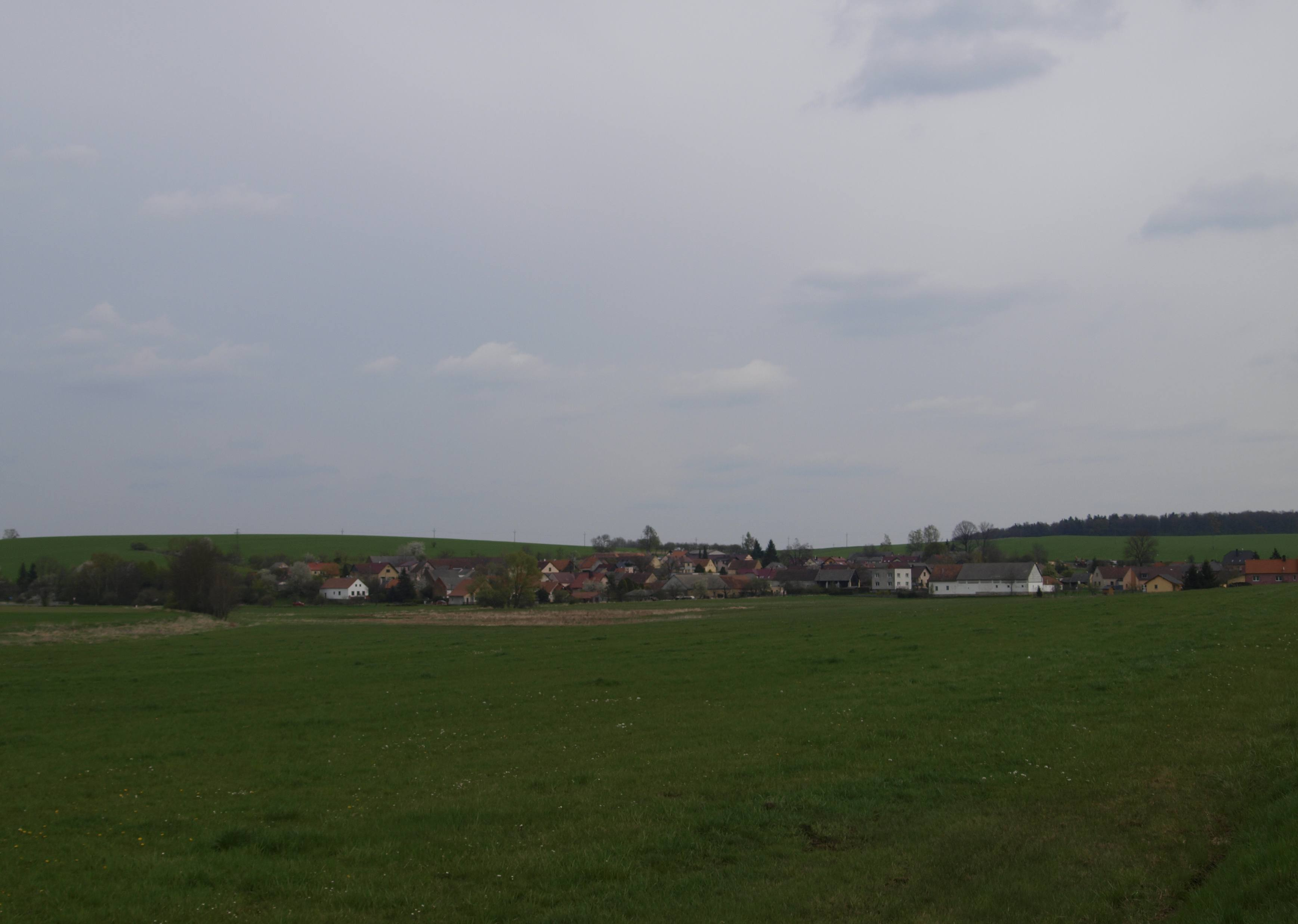
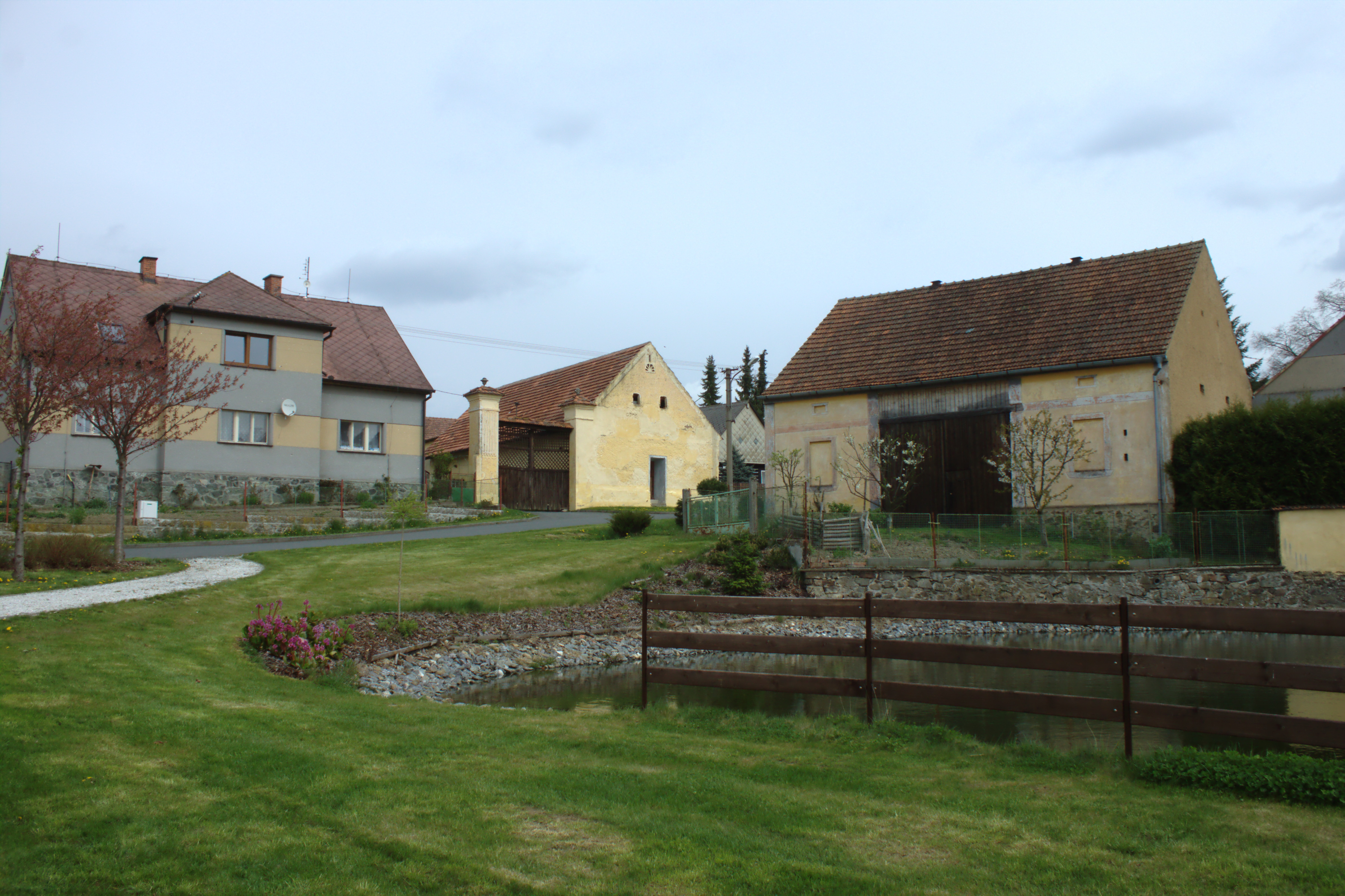
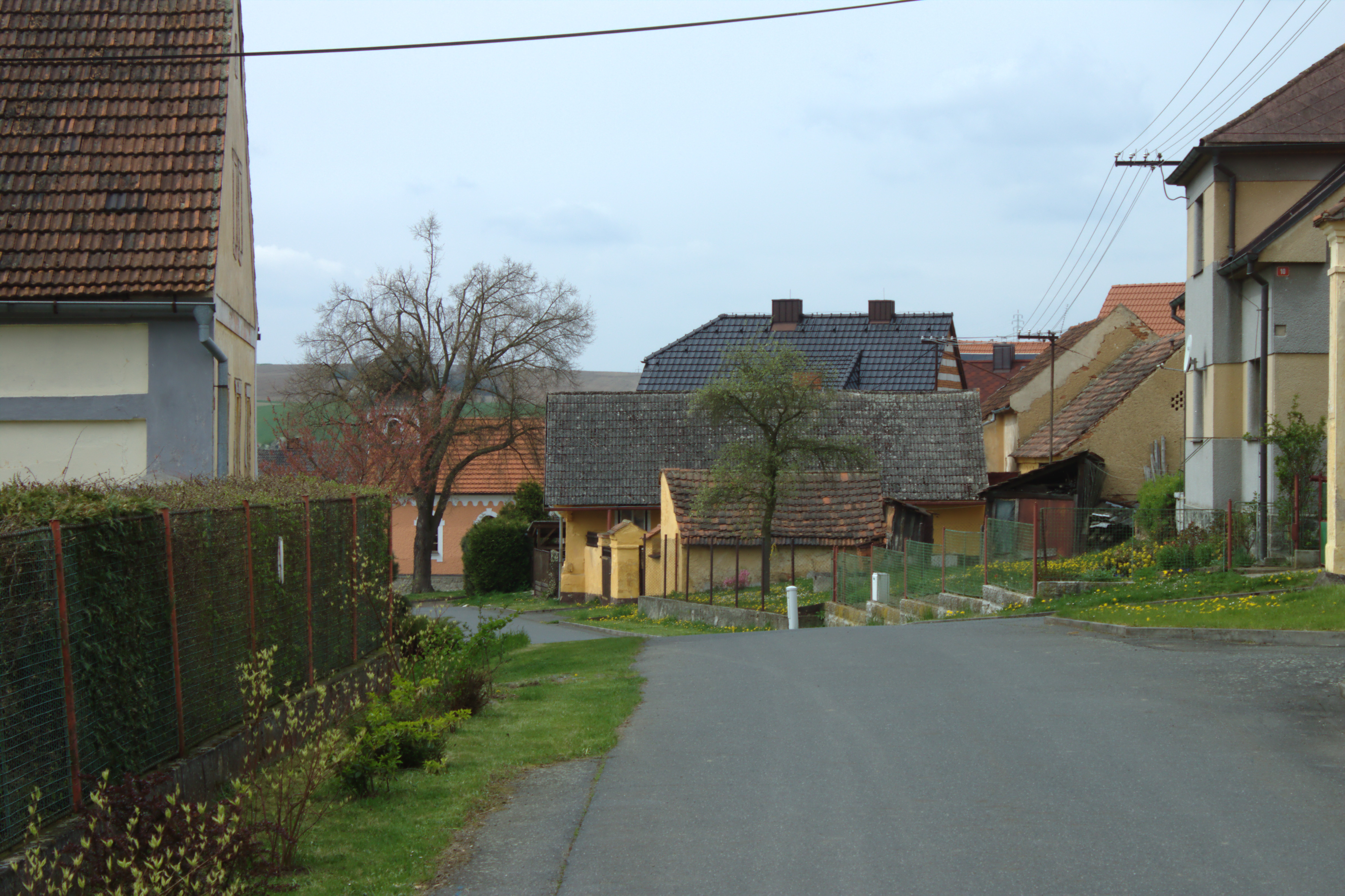